# Yoda (Burkina Faso)
Pour les articles homonymes, voir Yoda (homonymie).
Yoda (ou Yoada) est une localité du Burkina Faso située dans le département de Titao, la province du Loroum et la région du Nord.

## Population
Lors du recensement de 2006, on y a dénombré 1 012 habitants. 